# فرناندا سیلوا
 فرناندا سیلوا (انگلیسی: Fernanda Alves؛ زادهٔ دهه) یک مانکن و ملکه زیبایی اهل پرتغال است. او به نمایندگی از پرتغال در مسابقه دوشیزه بین‌الملل ۱۹۹۶ شرکت کرد و برنده شد.